# Thème (Empire byzantin)
Pour les articles homonymes, voir Thème.
Les thèmes (ou en grec θέματα, themata, singulier θέμα, thema, « corps d'armée », puis par extension « région militaire ») ont constitué des divisions administratives de l'Empire byzantin, entre 660 et 1100. Le De administrando Imperio (948-952) fournit un état rétrospectif des thèmes byzantins.
Pour comparaison avec une institution antérieure différente, le système des provinces romaines et des diocèses (civils) romains (305-410), le Laterculus Veronensis (295-320) et la Notitia dignitatum (425-433) fournissent une liste des provinces romaines du Bas-Empire et une liste des diocèses de l'Empire romain.

Thèmes en Asie Mineure vers 750
Thèmes en Asie Mineure vers 780
Thèmes en Asie Mineure vers 950
Thèmes de l'Empire byzantin à la mort de Basile II en 1025

## Contexte
Durant la fin du VIe et le début du VIIe siècle, l'Empire byzantin subit les assauts de toutes parts. Les Perses au sud et à l'est attaquent les possessions byzantines en Syrie, en Égypte et en Anatolie. Les Slaves et les Avars attaquent l'Illyrie, la Thrace, la Macédoine et même parfois le Péloponnèse, tandis que les Lombards se déplacent et pillent librement le nord de l'Italie sans rencontrer de résistance. La population des cités diminue, nombre d'habitants retournant dans les campagnes pour cultiver la terre par nécessité. Avec les guerres menées simultanément à l'est et à l'ouest, les caisses du trésor impérial demeurent vides et les généraux en révolte ouverte. En outre, l'empire s'appuie énormément sur les mercenaires pour mener ses guerres, ce qui n'allège pas les finances publiques. C'est dans ces circonstances qu'Héraclius monte sur le trône et met en œuvre certaines réformes qui permettent la création des thèmes.

## Organisation administrative
Réinstaurer le système républicain d'une armée de citoyens payée avec des fonds de terre et qui avait fait la force de la République romaine constitue l'objectif d'Héraclius. Il commence donc par distribuer de la terre aux soldats en échange d'une charge militaire héréditaire, et tout cela à coût réduit pour l'empire.
À la fin du VIIe siècle, les anciennes divisions administratives (provinces et diocèses) de l'Empire byzantin sont remplacées progressivement par les thèmes, circonscriptions à la fois administratives et militaires, qui combinent la tradition romaine des soldats-paysans (stratiotes) et l’expérience faite dès le VIe siècle avec la création des exarchats (de Ravenne et de Carthage) et les réformes d'Héraclius. Le stratège, qui dirige le thème, obtient la totalité des pouvoirs civils, militaires et fiscaux. Les thèmes ne coûtaient pratiquement rien à l'empire : il concédait une terre aux soldats qui en retour promettaient de la défendre inconditionnellement. Les soldats n'étaient techniquement pas propriétaires de la terre et donc la paie du soldat était réduite à l’usufruit. En acceptant cette proposition, le soldat s'engageait aussi à ce que ses descendants servent dans l'armée. Cela réduisait donc la nécessité de conscriptions forcément impopulaires et la taille de l'armée était augmentée à bon compte.
Le stratège est assisté de son lieutenant, le domestique du thème, de son intendant militaire, le chartulaire du thème, d'un administrateur financier, le protonotaire du thème et de l'intendant, le comte de la tente. Une foule de fonctionnaires supérieurs leur sont subordonnés : des fonctionnaires militaires comme les comtes, les Topotèrètès, les drongaires, les clisurarques, les centarques et des fonctionnaires civils comme les comtes des aqueducs, les directeurs des manufactures impériales, les curateurs des palais et des domaines de l'empereur. Le thème est lui-même divisé en deux ou trois turmes (du grec tourma) dirigées par des tourmarques. Les tourmes se subdivisent elles-mêmes en vexia, numeroi ou banda (un bandon est formé de 300 à 400 hommes).
Les thèmes sont placés sous la direction de deux grands bureaux de l’administration centrale (άνατολή en Orient et δύσις en Occident) sous le commandement d'un domestique des thèmes.
Au cours du temps, certaines familles de militaires deviennent des aristocrates régnant sur de très vastes territoires, qui leur fournissent ressources et pouvoir. Ces familles, telles les Doukas, Comnène, Ange, Lascaris ou Paléologue, jouent un rôle non négligeable dans l'histoire de l'Empire byzantin.
Les contingents (premier sens du mot « thème ») qui se fixent sur les premiers thèmes leur donnent leur nom : Opsikion (garde impériale), Arméniaques (contingent rapatrié d’Arménie), Anatoliques (armée d’Orient), etc.
Les premiers thèmes :
- 667 Arméniaques
- 669 Anatoliques
- 680 Opsikion
- 680-685 Thrace
- 695 Hellas

À la fin du IXe siècle, l'Opsikion est divisé en deux : Opsikion au nord-ouest et Bucellaires au nord. De même, le thème des Anatoliques fut amputé de celui des Thracésiens au sud-ouest de l'Anatolie. Ces divisions interviennent essentiellement pour contrer les usurpateurs tentés de s'appuyer sur un thème pour se proclamer empereur, comme le fit Léon III en 717.
À partir de 927, les Byzantins, ne craignant plus les Bulgares, partent en campagne contre les musulmans et les font reculer grâce aux grands généraux de l'époque, comme Jean Kourkouas, Nicéphore II Phocas ou Jean Kourkouas dit « Tzimiskès ». Cette poussée expansionniste tout au long du Xe siècle et l'extension des frontières orientales vont conduire à la création de nouveaux thèmes : ceux de Chypre, de Sébastée, de Mésopotamie, de Séleucie et de Lykandos. Le thème chypriote est créé en 965 après la reconquête de l'île par Nicéphore II.

## Liste des thèmes
Cette liste reprend les thèmes établis lors de la période s'étendant de l'instauration du système thématique vers 660 jusqu'au début des conquêtes vers 960 et la création de nouveaux thèmes plus petits.
| Thème                                              | Date                           | Établi à partir de                                                   | Divisions ultérieures                                                         | Capitale                     | Territoire originel                                                                  | Villes                                                  |
| -------------------------------------------------- | ------------------------------ | -------------------------------------------------------------------- | ----------------------------------------------------------------------------- | ---------------------------- | ------------------------------------------------------------------------------------ | ------------------------------------------------------- |
| Anatoliques (thema Anatolikōn)                     | ca. 669/670                    |                                                                      | Cappadoce§ (830)                                                              | Amorium                      | Phrygie, Pisidie, Isaurie                                                            | Iconium                                                 |
| Arméniaques (thema Armeniakōn, Armeniakoi)         | ca. 667/668                    |                                                                      | Chaldée (vers 824), Charsianon§ (863), Koloneia (863), Paphlagonie (vers 826) | Amasée                       | Pont, Arménie Mineure, Cappadoce septentrionale, Paphlagonie                         | Sinope, Amisos, Trébizonde, Néocésarée, Théodosioupolis |
| Bulgarie                                           | 1019                           | Premier Empire bulgare                                               | Devient un catépanat puis un duché                                            | Skopje                       | Bulgarie                                                                             | Ochrida                                                 |
| Bucellaires (thema Boukellariōn, Boukellarioi)     | ca. 767/768                    | Opsikion                                                             | Paphlagonie (en partie), Cappadoce (en partie), Charsianon (en partie)        | Ancyre                       | Galatie, Paphlagonie                                                                 |                                                         |
| Cappadoce§ (Kappadokia)                            | ca. 830                        | Armeniaques, partie des Bucellaires                                  |                                                                               | Koron                        | Cappadoce du Sud-Ouest                                                               |                                                         |
| Céphalonie (Kephallēnia)                           | ca. 809                        | ex-archontia de l'Hellas                                             | Longobardie, Nicopolis                                                        |                              | Îles Ioniennes, Apulie                                                               |                                                         |
| Chaldée                                            | 824 ou 840                     | originallemment une tourma des Arméniaques                           |                                                                               | Trébizonde                   | Pont                                                                                 |                                                         |
| Charsianon§                                        | 863–873                        | originellement une tourma des Arméniaques, et partie des Bucellaires |                                                                               | Césarée                      | Cappadoce du Nord-Ouest                                                              |                                                         |
| Cherson/Klimata (Chersōn/Klimata)                  | ca. 833                        |                                                                      |                                                                               | Cherson                      | Crimée                                                                               |                                                         |
| Cibyrrhéotes† (thema Kibyrrhaiotōn, Kibyrrhaiotai) | ca. 697/698 ou ca. 720         | Créé à partir de la flotte des Karabisianoi                          | Égée, Samos                                                                   | Samos, puis Attalée          | Pamphylie, Lycie, Dodécanèse, îles Égéennes, côte ionienne                           |                                                         |
| Crète (Krētē)                                      | ca. 760 (?), 961               |                                                                      |                                                                               | Chandax                      | Crète                                                                                | Réthymnon, Gortys                                       |
| Chypre (Kypros)                                    | 965                            |                                                                      |                                                                               | Nicosie                      | Chypre                                                                               | Citium, Limassol, Paphos, Keryneia                      |
| Colonée                                            | ca. 863                        | Arméniaques                                                          |                                                                               |                              | Arménie Mineure septentrionale                                                       | Colonée, Néocésarée, Nicopolis                          |
| Dalmatie                                           | ca. 899                        |                                                                      |                                                                               | Spalaton                     | Dalmatie                                                                             |                                                         |
| Dyrrachium (Dyrrhachion)                           | ca. 842                        |                                                                      |                                                                               | Dyrrhacheion                 | côte de l'Épire                                                                      | Aulon, Apollonie                                        |
| Égée† (Aigaion Pelagos)                            | ca. 842/843                    | Cibyrrhéotes                                                         |                                                                               | Mytilène ou Méthymne         | Lesbos, Lemnos, Chios, Imbros, Ténédos, Hellespont                                   |                                                         |
| Hellas                                             | ca. 690                        | Karabisianoi                                                         | Céphalonie (vers 809), Péloponnèse (vers 811)                                 | Corinthe, Thèbes (après 809) | Initialement Péloponnèse oriental et Attique ; après 809 Grèce centrale et Thessalie | Après 809 : Athènes, Larissa, Pharsale, Lamia           |
| Longobardie                                        | ca. 892                        | Céphalonie                                                           |                                                                               | Bari                         | Apulie                                                                               | Tarente                                                 |
| Tephrike/Leontokome§                               | ca. 940                        | Kleisoura ca. 879                                                    |                                                                               | Téphrikè                     | Cappadoce du Nord-Ouest                                                              |                                                         |
| Lykandos (Lykandos)                                | ca. 916                        |                                                                      |                                                                               | Lykandos                     | Cappadoce du Sud-Est                                                                 |                                                         |
| Macédoine (Makedonia)                              | ca. 802                        | Thrace                                                               |                                                                               | Adrianople                   | Thrace orientale                                                                     | Didymoteichon, Mosynopolis                              |
| Mésopotamie                                        | ca. 911, peut-être ca. 899–901 |                                                                      |                                                                               |                              | Arménie, Commagène                                                                   |                                                         |
| Nicopolis (Nikopolis)                              | ca. 899                        |                                                                      |                                                                               | Naupaktos                    | Épire, Étolie, Acarnanie                                                             |                                                         |
| Opsikion (Opsikion)                                | ca. 680                        |                                                                      | Bucellaires (vers 768), Optimates (vers 775)                                  |                              | Bithynie, Galatie, Paphlagonie                                                       |                                                         |
| Optimates (thema Optimatōn, Optimatoi)             | ca. 775                        | Opsikion                                                             |                                                                               | Nicomédie                    | Bithynie                                                                             |                                                         |
| Paphlagonie                                        | ca. 826, probablement ca. 820  | Arméniaques, Bucellaires (en partie)                                 |                                                                               | Amastris                     | Paphlagonie                                                                          | Gangra, Tion                                            |
| Péloponnèse (Peloponnēsos)                         | ca. 811                        | Hellas en partie                                                     | Nicopolis (ca. 899)                                                           | Corinthe                     | Péloponnèse                                                                          |                                                         |
| Samos†                                             | ca. 899                        | Cibyrrhéotes                                                         |                                                                               | Smyrne                       | Îles Égéennes orientales et méridionales, côte ionienne                              |                                                         |
| Sébastée                                           | ca. 911                        |                                                                      |                                                                               | Sébaste                      | Cappadoce du Nord-Est                                                                |                                                         |
| Sicile (Sikelia)                                   | ca. 700                        |                                                                      |                                                                               | Syracuse                     | Sicile et Calabre                                                                    |                                                         |
| Strymon§ (Strymōn)                                 | ca. 899                        | Thrace, ex-Clisura/Kleisoura (709)                                   |                                                                               | Adrianople                   | Macédoine-Orientale-et-Thrace actuelle                                               | Kavala                                                  |
| Thessalonique (Thessalonikē)                       | ca. 824                        |                                                                      |                                                                               | Thessalonique                | Macédoine-Centrale actuelle                                                          | Béroia, Édessa, Dion                                    |
| Thrace (Thrakē)                                    | ca. 680                        | Opsikion                                                             |                                                                               | Arcadiopolis                 | Thrace orientale, excepté Constantinople                                             | Selymbria, Bizye                                        |
| Thracésiens (thema Thrakēsiōn, Thrakēsioi)         | ca. 687                        |                                                                      |                                                                               | Chônai                       | Lydie, en Anatolie                                                                   |                                                         |

Notes :

† Thèmes maritimes (θέμα ναυτικόν)

§ Originellement kleisoura